# Daphne Pollard
Pour les articles homonymes, voir Pollard.
Daphne Pollard est une actrice australienne, née le 19 octobre 1891 à Fitzroy, en Australie, et morte le 22 février 1978 à Los Angeles, en Californie (États-Unis).

## Filmographie partielle
- 1927 : The Girl from Everywhere d'Edward F. Cline
- 1928 : Cours, ma fille (Run, Girl, Run) d'Alfred J. Goulding
- 1929 : Le Vautour (The Sky Hawk) de John G. Blystone
- 1929 : Big Time
- 1930 : Quelle veuve ! (What a Widow!) d'Allan Dwan
- 1930 : Swing High, de Joseph Santley
- 1931 : The Lady Refuses de George Archainbaud
- 1935 : Qui dit mieux ? (Thicker Than Water) de James W. Horne
- 1935 : Bons pour le service (Bonnie Scotland) de James W. Horne
- 1936 : C'est donc ton frère (Our Relations) de Harry Lachman
- 1943 : Maîtres de ballet (The Dancing Masters) de Malcolm St. Clair